# 建築限界
建築限界（けんちくげんかい、英語: en:Structure gauge）とは、交通工学における用語のひとつ。
鉄道線路、道路などにおいて、交通物を安全に通過させるために必要な空間確保のために定められた規定。建築物を設置してはならないクリアランスのことをいう。
建築においては、日照権や火災などに関して必要な空間を確保するための規定を指す。

## 鉄道

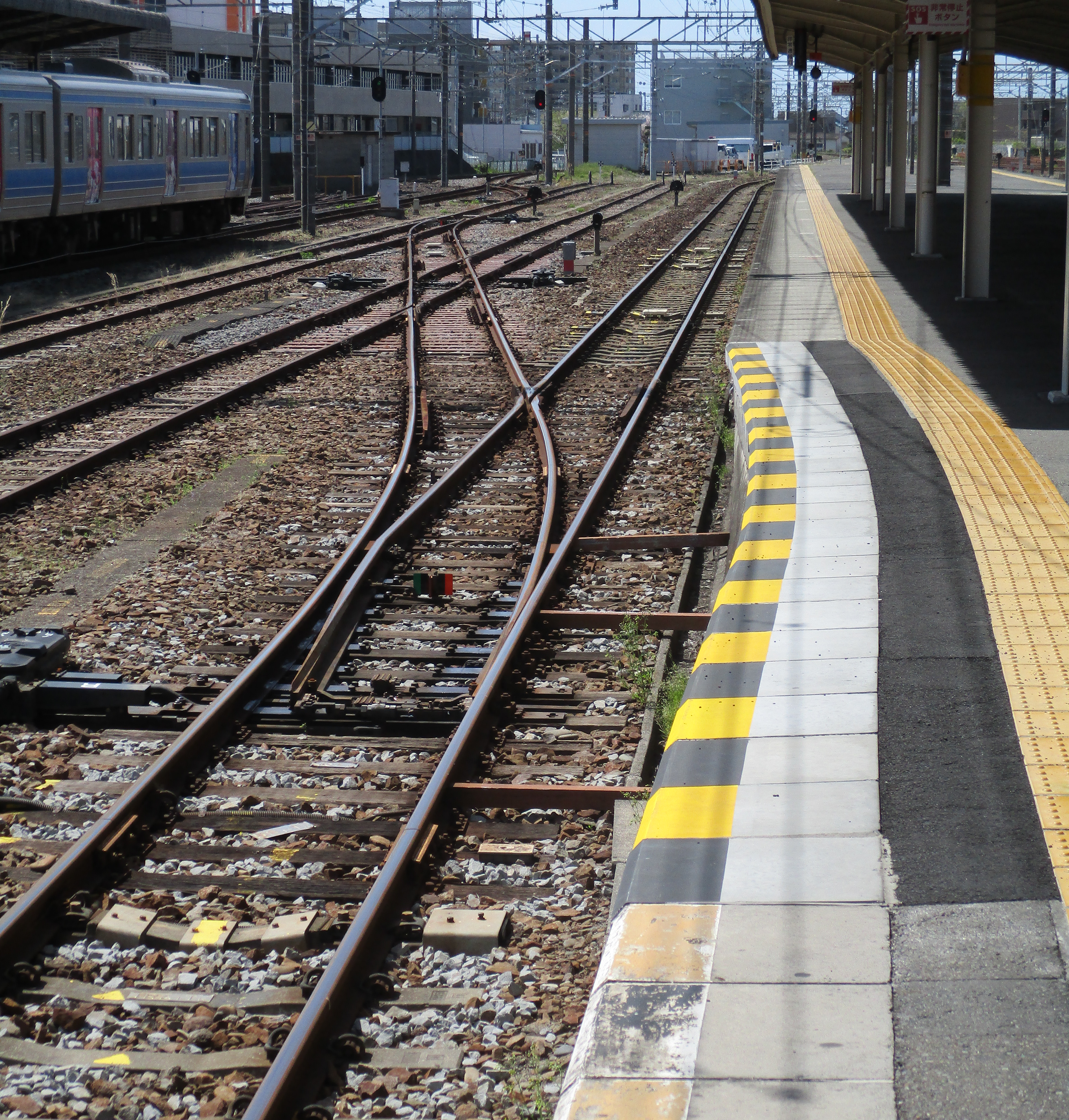
レールに合わせて、ホームが抉れている。三島駅にて。

鉄道は、車両が固定された線路の上を移動する交通機関であり、線路上に障害物があった場合はこれを自由に避けることはできない。よって、列車運行の安全を確保するために、定められた範囲内には障害となりうる建築物等（固定・非固定にかかわらず）を設置してはならない、という建築限界の概念が生まれた。
駅等の屋根、跨線橋等は、この建築限界外に設置されている。ただし、プラットホームや転轍機、信号機、点検台等は特例として通常の建築限界を狭めて設置されることがある。また、電気鉄道における架線は建築物等とはみなされない。
具体的な建築限界の幅や高さは、鉄道事業者、電化・非電化、直流電化・交流電化、直線・曲線、平面踏切の有無、JR在来線・私鉄・新幹線等の軌間によりことごとく異なってくるが、幅は概ね線路中心から左右に約2.0 mずつ、高さは非電化鉄道であればレール頂面から約4.5 m、電気鉄道であれば約6.0 mである（ただし、地下鉄に見られる第三軌条集電方式のものは異なる）。
また、建設された時期や事業者などの差異により、建築限界の値は少なからず異なっている。そのため、中央本線や予讃線など、明治期に民間の手によって作られ、その後国有化、さらに後に電化された現在のJR路線や、私鉄でも元々新京阪鉄道の路線であった阪急京都線の様に同社の他線と異なる成立経緯を持つ路線では、他線と線路が繋がっていても特定の装備や車体寸法を持つ車両しか入線できない制約を持っている例が見られる。また東京地下鉄や都営地下鉄では乗り入れ先の関係などから、路線毎に建築限界が異なっている。

## 道路

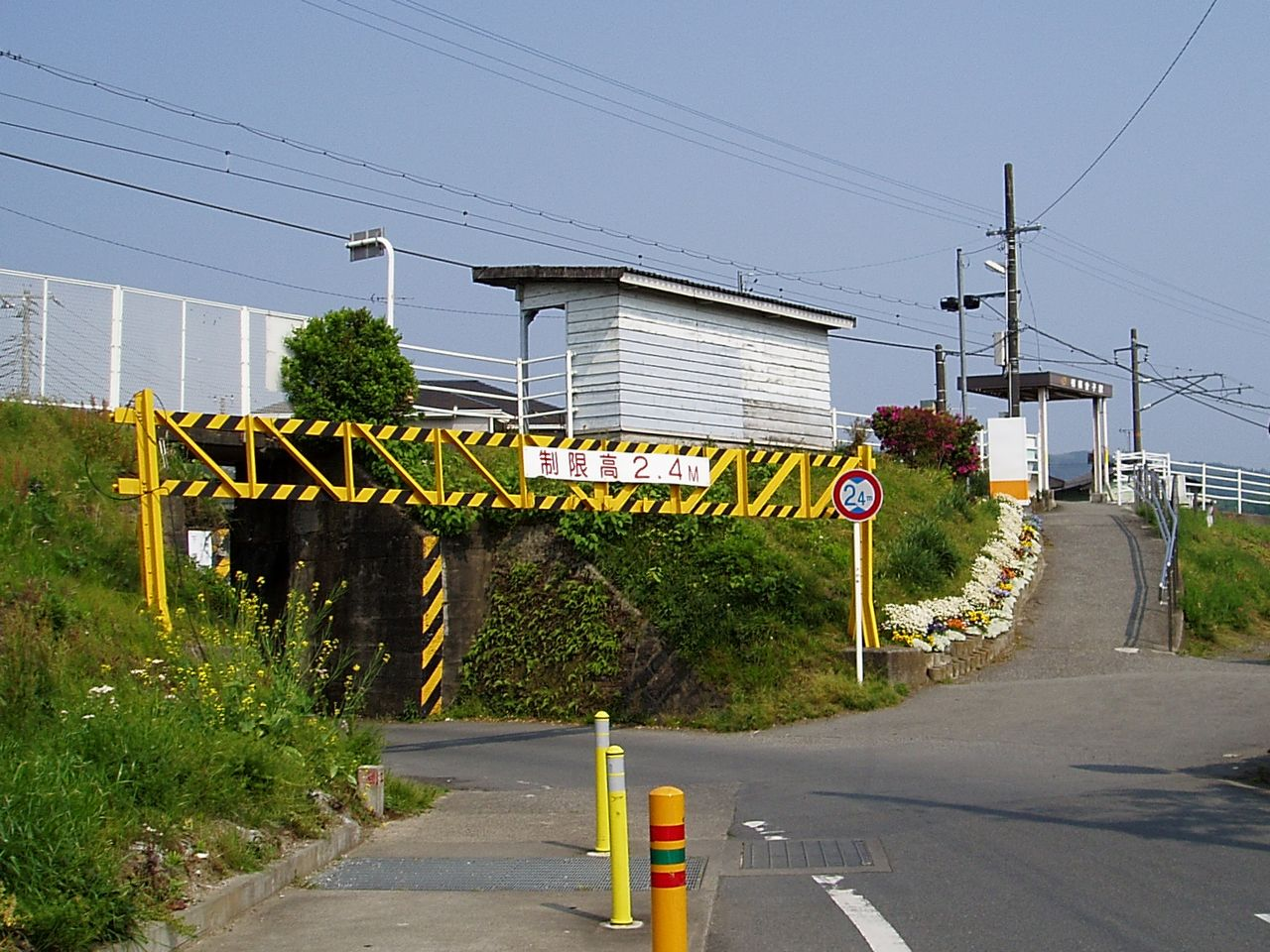
桁下防護工を設置した道路。架道橋の例。

日本では、道路構造令第12条で車道、歩道、自転車道について規定される。
道路の高さ方向の制限は4.5 mが基準であるが、新設される構造物に対しては、舗装のオーバーレイ（舗装を打ち増して修繕を行うこと）を考慮し、0.2 mの余裕を見て4.7 mの制限が実用的に用いられる。4.5 mの建築限界を満たしていない構造物が道路上空にある場合は、通行する車両に高さ制限が設けられ、構造物に対し「桁下防護工」が設置される。